# Molophilus (Molophilus) anerastus
Molophilus (Molophilus) anerastus is een tweevleugelige uit de familie steltmuggen (Limoniidae). De soort komt voor in het Neotropisch gebied.